# Ближняя Карданка
Ближняя Карданка — деревня в Вытегорском районе Вологодской области.
Входит в состав Анхимовского сельского поселения, с точки зрения административно-территориального деления — в Анхимовский сельсовет.
Расстояние по автодороге до районного центра Вытегры — 17 км, до центра муниципального образования посёлка Белоусово — 7 км. Ближайшие населённые пункты — Боярское, Захарьино, Сперово.
По переписи 2002 года население — 2 человека.